# ISO 3780
Позначення: ISO 3780:2009
Назва (офіційними мовами ISO):
- англ. Road vehicles -- World manufacturer identifier (WMI) code
- фр. Véhicules routiers -- Code d'identification mondiale des constructeurs (WMI)
- рос. Транспорт дорожный. Международный идентификационный код изготовителей (WMI)

Переклад назви українською:
- укр. Дорожні транспортні засоби — Міжнародний ідентифікаційний код виробника (WMI)

Стандарт видано трьома мовами, які для ISO є офіційними: англійською, французькою та російською.
Цей міжнародний стандарт встановлює вимоги до змісту і структури Міжнародного ідентифікаційного коду виробника транспортних засобів з метою встановлення системи ідентифікації виробників дорожніх транспортних засобів на міжнародному рівні. Міжнародний ідентифікаційний код виробника (WMI) є першою частиною ідентифікаційного номера транспортного засобу, вимоги до якого встановлені в ISO 3779. Стандарт розроблений та запроваджений Міжнародною Організацією зі Стандартизації — ІСО (англ. International Organization for Standardization  - ISO).

## Галузь застосування
Стандарт застосовується для маркування механічних транспортних засобів, причіпних транспортних засобів, мотоциклів та мопедів, визначення яких подані в ISO 3833, з метою однозначної ідентифікації виробника цих транспортних засобів.

## Основні вимоги
Стандарт встановлює вимоги до першої складової частини VIN-коду — міжнародного коду виробника (англ. World Manufacturer Identifier  - WMI). Детально ознайомитися із вимогами стандарту можна, скориставшись наведеним нижче зовнішнім посиланням. Окремі вимоги стандарту та міжнародні коди, присвоєні деяким вітчизняним і зарубіжним виробникам транспортних засобів, подано в описі ідентифікаційного номера транспортного засобу.

## Національні відповідники
В Україні діє Державний стандарт України ДСТУ 3525-97 Засоби транспортні дорожні. Маркування, окремі вимоги якого гармонізовано з вимогами міжнародного стандарту ISO 3780:2009, і який є частково відповідником цього міжнародного стандарту.